# Bombardement de Hollandia
Guerre du Pacifique de la Seconde Guerre mondiale
Batailles
- Aitape
- Rivière Driniumor
- Raid de Hollandia
- Hollandia
- Wakde
- Lone Tree Hill
- Biak
- Noemfoor
- Sansapor
- Morotai
- Aitape-Wewak
- Takenaga

Du 30 mars au 3 avril 1944, la 5e force aérienne des États-Unis, sous le commandement du général George Kenney, mène une série de bombardements sur l'importante base aérienne de Hollandia qui conduit à la destruction de 340 avions japonais au sol et de 60 autres abattu en combat aérien. Ce raid fut un facteur important dans le succès de la prochaine bataille de Hollandia plus tard en avril,,,.

## Raid
Du 30 au 31 mars, la Fifth Air Force détruit ou endommage gravement 208 avions japonais. Après une pause de deux jours pour le repos et les retards météorologiques le 3 avril, les bombardiers et les chasseurs américains effectuent le plus grand raid de bombardement de toute l'opération lorsque 66  bombardiers B-24 et 96 bombardiers A-20 (accompagnés de chasseurs d'escorte) détruisent ou endommagent gravement environ 200 autres avions Japonais. Après l'invasion de Hollandia des semaines plus tard, les forces alliées au sol confirment que 340 avions japonais ont été détruits sur l'aérodrome. Les équipages d'artilleurs et les pilotes de chasse confirment que 60 autres avions ont été détruits lors de combats aériens. Il s'agissait de la dernière grande base aérienne japonaise en Nouvelle-Guinée avec un nombre important d'avions pouvant menacer les forces américaines et australiennes. Après le bombardement de Hollandia, les Japonais ne disposent plus de puissance aérienne substantielle dans toute la Nouvelle-Guinée pour le reste de la guerre. La suprématie aérienne est établie par les forces alliées. Un escadron rapporte après son retour du raid que « Hollandia a vraiment été Wewaked ».

## Conséquences
Des prisonniers de guerre japonais et des documents capturés révèlent plus tard que le succès de l'opération de bombardement est dû au fait que le haut commandement japonais a transporté par erreur un nombre trop important d'avions à Hollandia depuis les Philippines et les Indes orientales néerlandaises, tout en n'ayant pas transféré assez de pilotes et d'équipes de maintenance pour les avions. Les Japonais n'avaient aucun moyen de construire des abris défensifs appropriés pour protéger les 400 avions et ils ne disposaient pas assez de pilotes formés pour les piloter, nombres d'entre-eux étant restés cloués aux sols pendant l'attaque américaine. À cela s'ajoute le moral du personnel de la base aérienne de Hollandia pendant l'opération de bombardement, de nombreux soldats et aviateurs japonais se cachant dans des bunkers au lieu de piloter l'artillerie anti-aérienne et de faire décoller les avions. La plupart de ces soldats et aviateurs d'Hollandia étaient de l'arrière-échelon et pas du tout orientés vers le combat car la plupart des divisions entraînées au combat de la 18e armée ont récemment été déployés plus à l'est en prévision de débarquements amphibies qui ne viendront jamais grâce à la tromperie et aux feintes des états-majors américain et australien. Un marin japonais commente : « Hier, anniversaire de l'empereur Meiji, nous avons reçu de l'ennemi des salutations qui équivalent à l'anéantissement de notre armée de l'air en Nouvelle-Guinée ».